# Gran Casino del Foment de Terrassa
El Gran Casino del Foment de Terrassa, conegut simplement com el Gran Casino, és un edifici del centre de Terrassa (Vallès Occidental) situat al carrer de la Font Vella, protegit com a bé cultural d'interès local.

## Descripció
Es tracta d'un edifici entre mitgeres de planta baixa, dos pisos i semisoterrani, amb jardí a la part posterior, on hi havia una pista de ball a l'aire lliure.

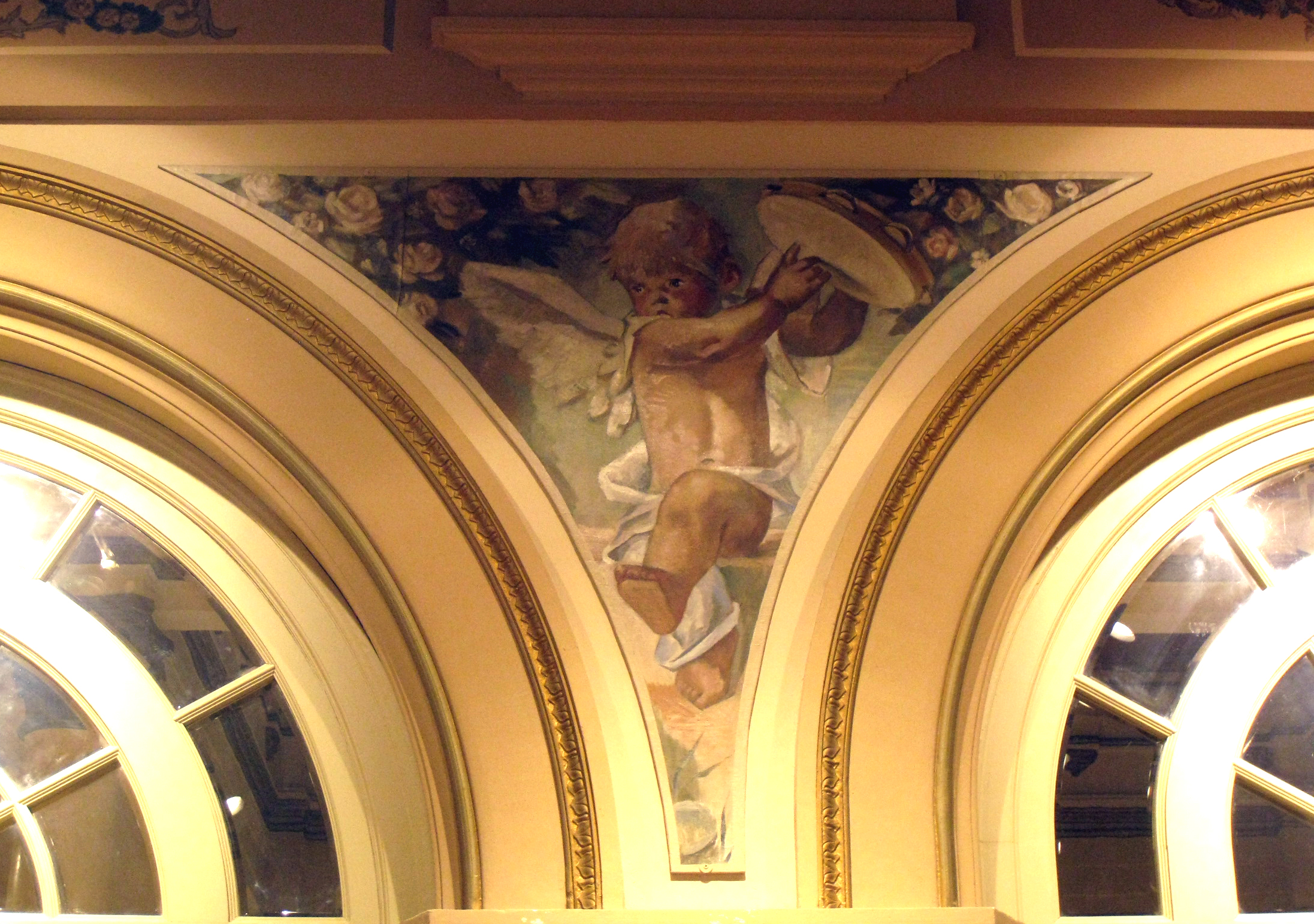
Un dels angelets de Josep Obiols a l'antiga sala de ball del Casino

La façana principal, que dona al carrer de la Font Vella, presenta quatre obertures per planta, formant arc rodó. La façana posterior és molt oberta, amb columnes i il·luminada per un llanternó. La façana del carrer de Sant Jaume correspon al magatzem Prat i Fills, obra de Muncunill amb projecte del 1895, que fou destruït el 1920.
És interessant el vestíbul interior, amb columnes clàssiques i il·luminat per una llanterna, al qual s'accedeix per una escalinata. A l'antic saló de ball hi ha pintures de Josep Obiols, que substitueixen les anteriors de Vancells i els germans Viver, malmeses durant la guerra.

## Història
Aquesta obra de l'any 1920 correspon a l'última etapa de Lluís Muncunill, inspirada en el classicisme noucentista, molt allunyat del modernisme imaginatiu de la primera dècada del segle.

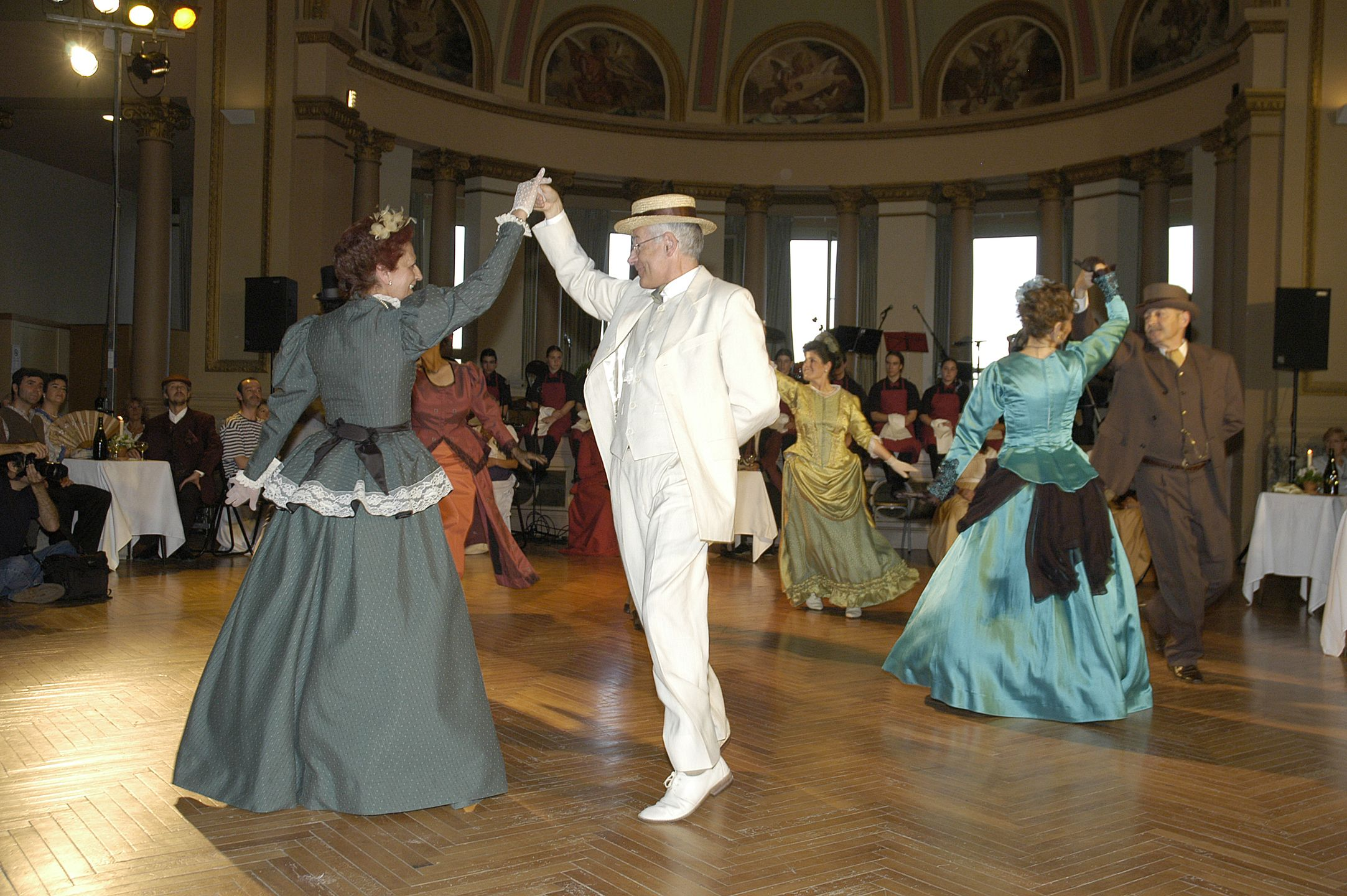
Ball al Gran Casino durant la Fira Modernista

Fou construït a iniciativa de l'industrial Benet Badrinas, que va comprar diferents cases del carrer de la Font Vella en nom de la societat Fomento de Tarrasa per tal d'aixecar-hi el casino. El Fomento de Tarrasa s'havia fundat arran de l'escissió del sector més conservador de l'entitat recreativa Círcol Egarenc.
L'edifici va ser decorat amb gran sumptuositat, tant pel mobiliari com pels llums, els objectes artístics i les pintures de Joaquim Vancells i dels germans Pere i Tomàs Viver i Aymerich.
Aquesta entitat es va convertir en el principal lloc d'esbarjo de la burgesia conservadora terrassenca durant bona part del segle xx. Era conegut com "el casino dels senyors", en contraposició a altres entitats freqüentades per la menestralia com el Casino del Comerç o l'Ateneu Terrassenc.
L'edifici ja fa temps que ha perdut el seu ús com a entitat recreativa i, després de molts anys d'estar tancat, fou rehabilitat per a usos comercials, de serveis, espectacles i restauració. Actualment està ocupat per una botiga de la cooperativa Abacus i l'enginyeria DSL Pro.

## Galeria d'imatges

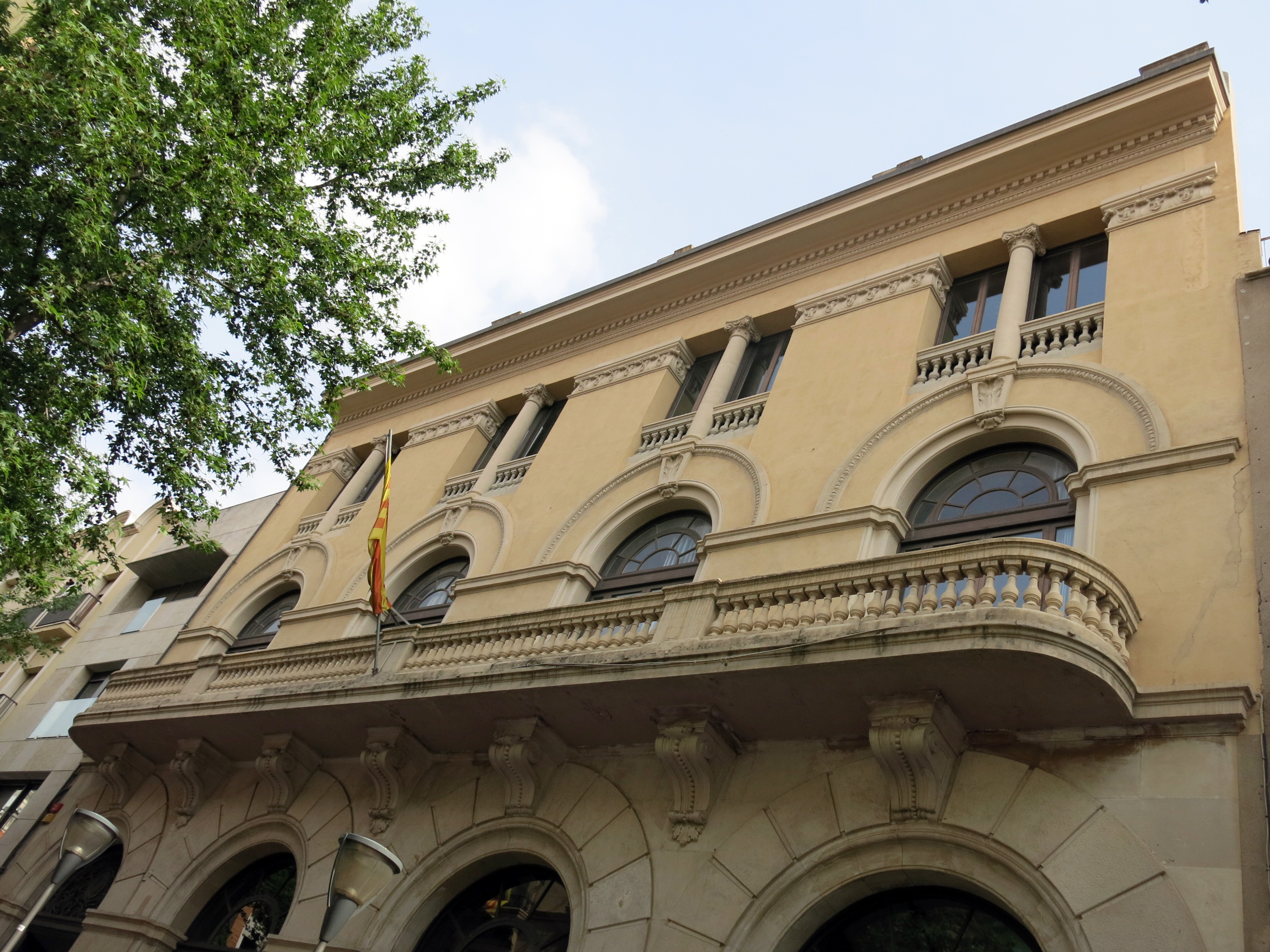
Detall de la façana
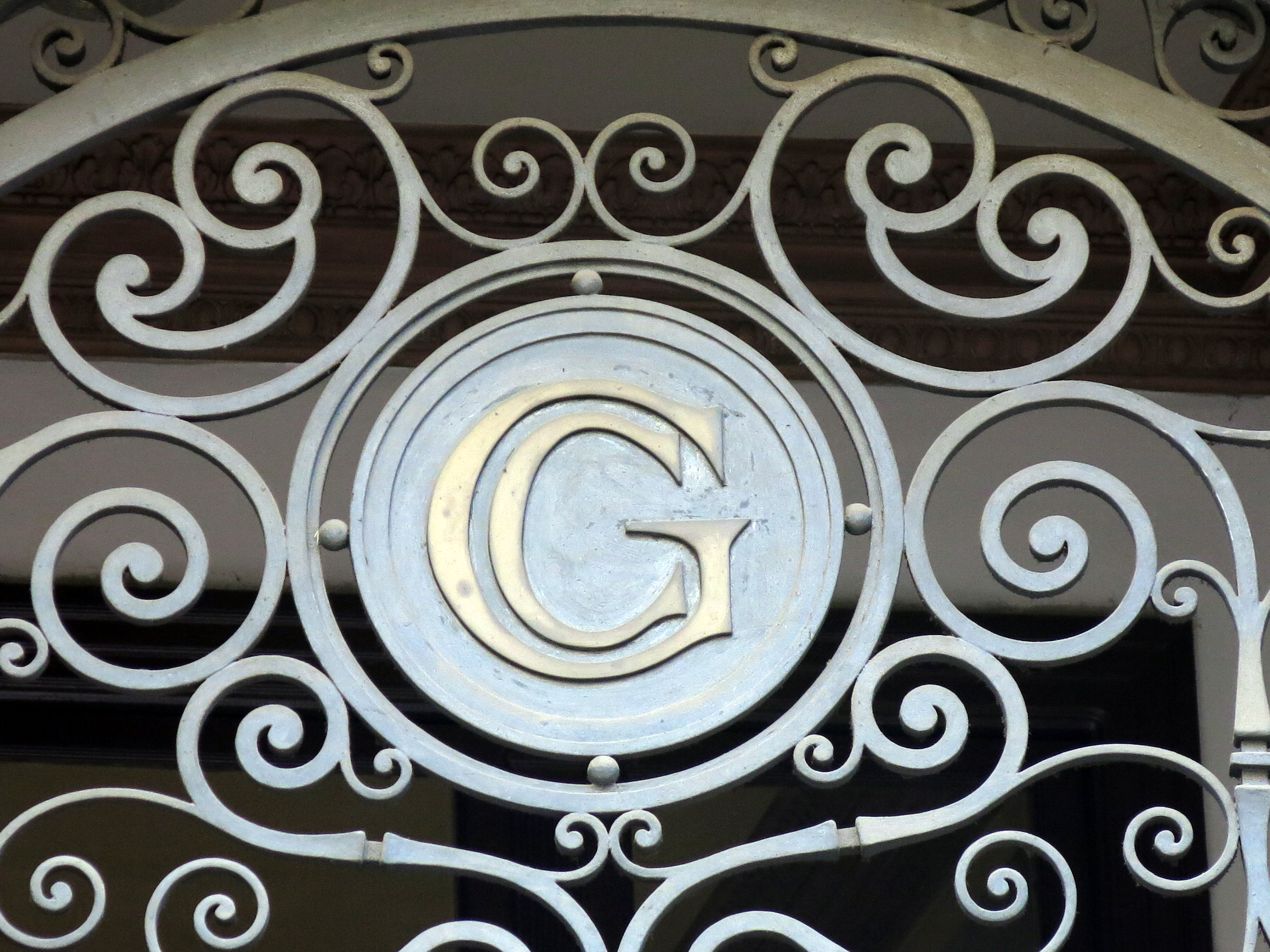
Anagrama a l'entrada
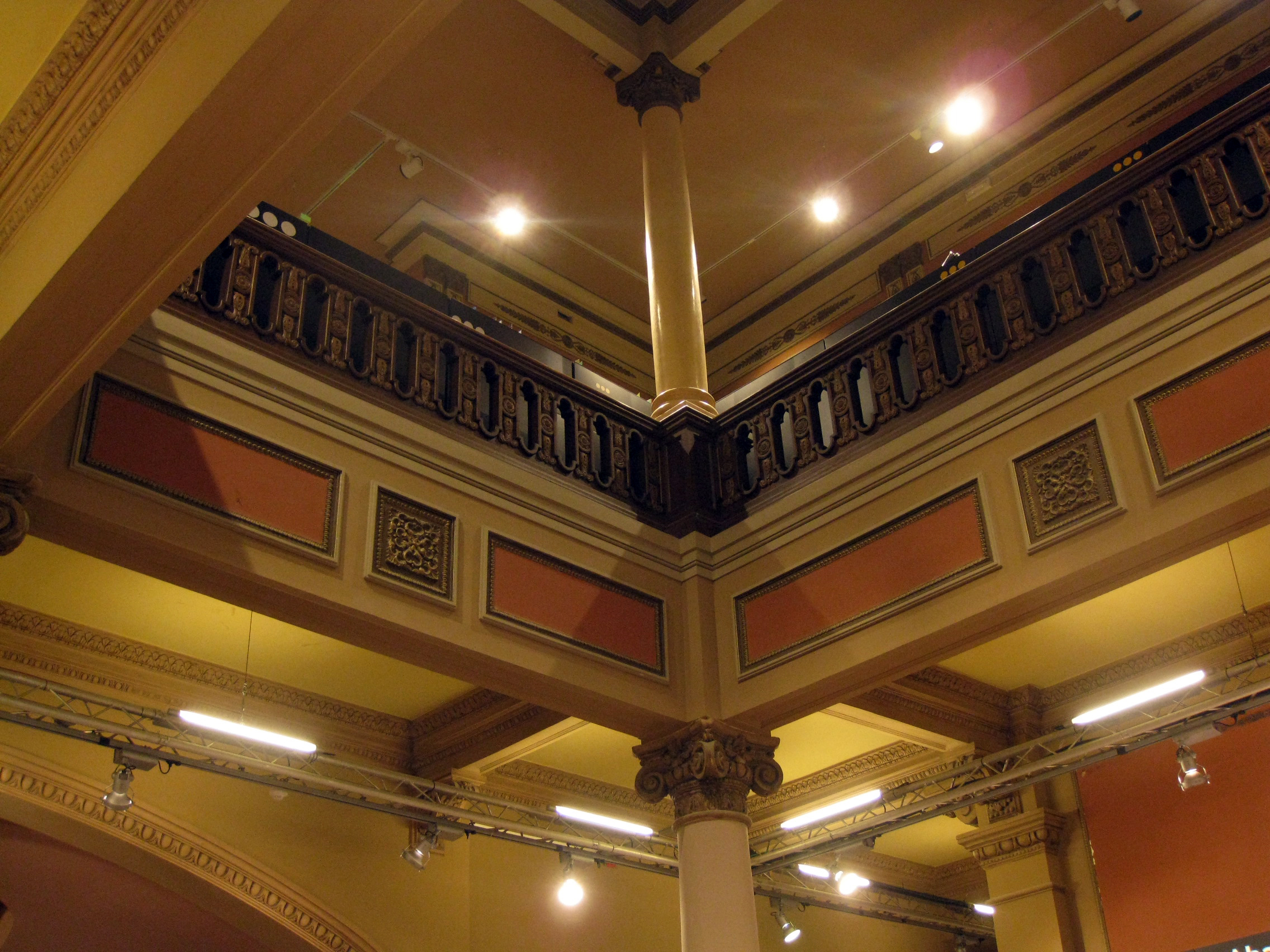
Columnes i plafons decoratius de l'interior
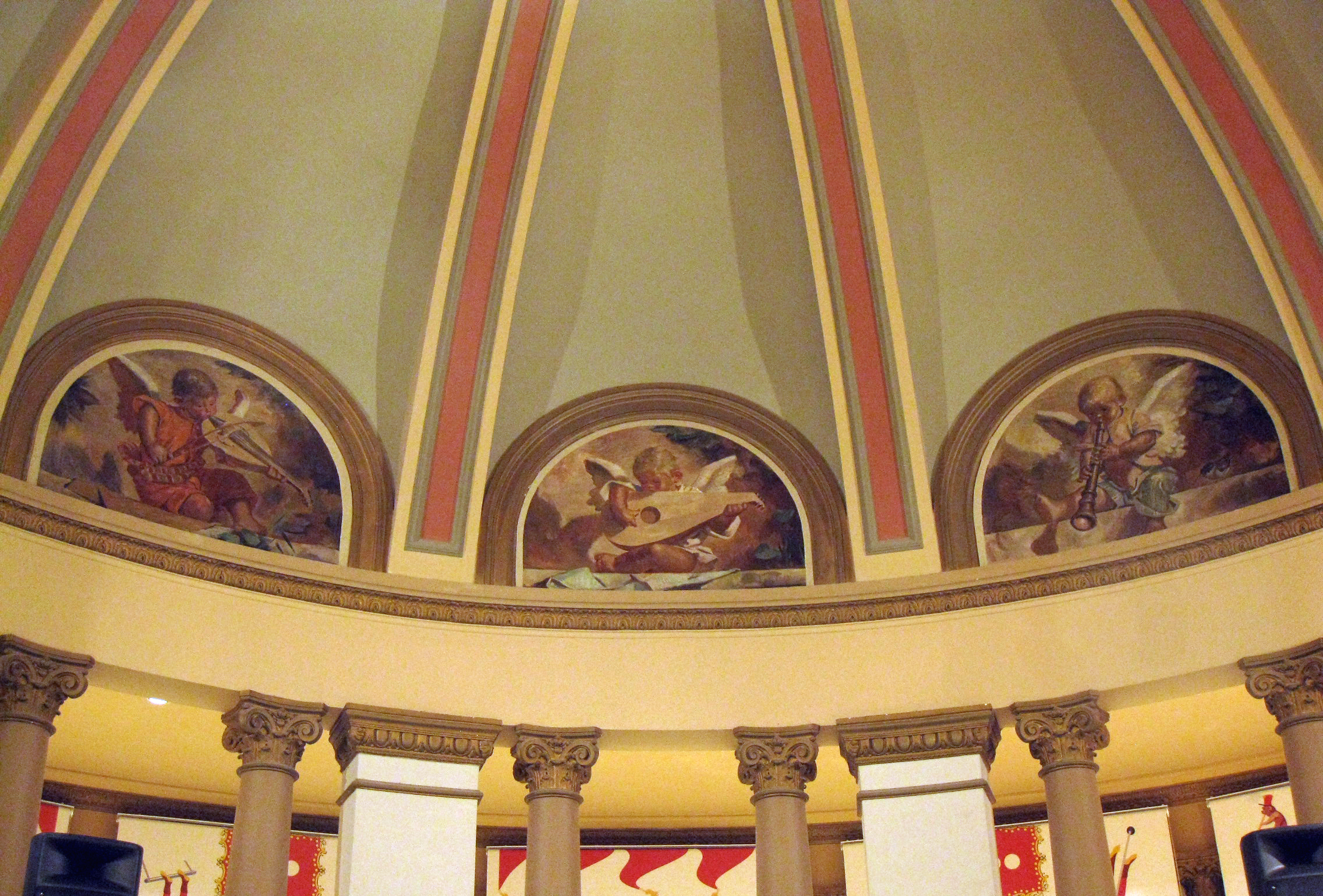
Rotonda amb angelets de l'antic saló de ball
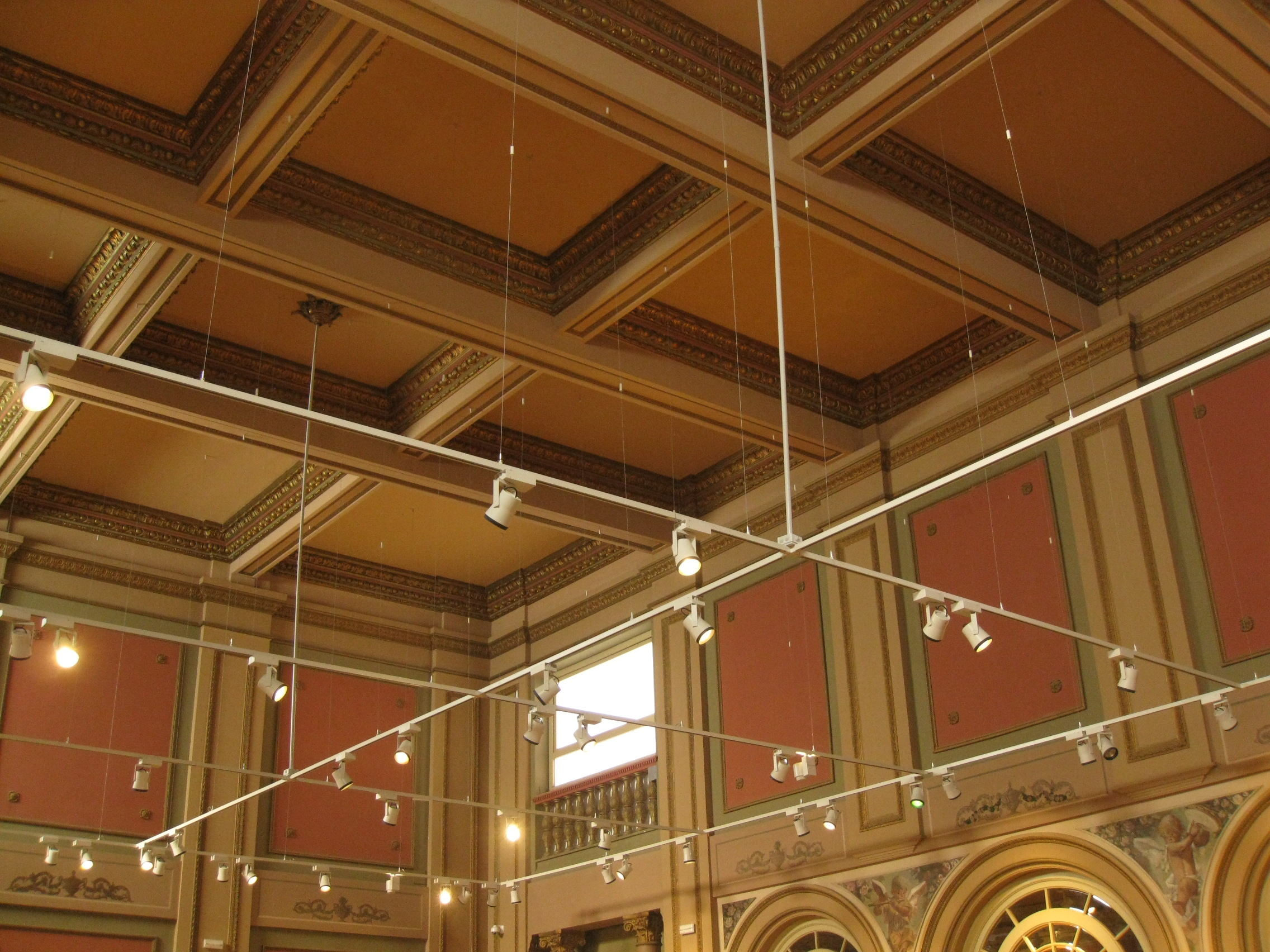
Detall del cassetonat del sostre
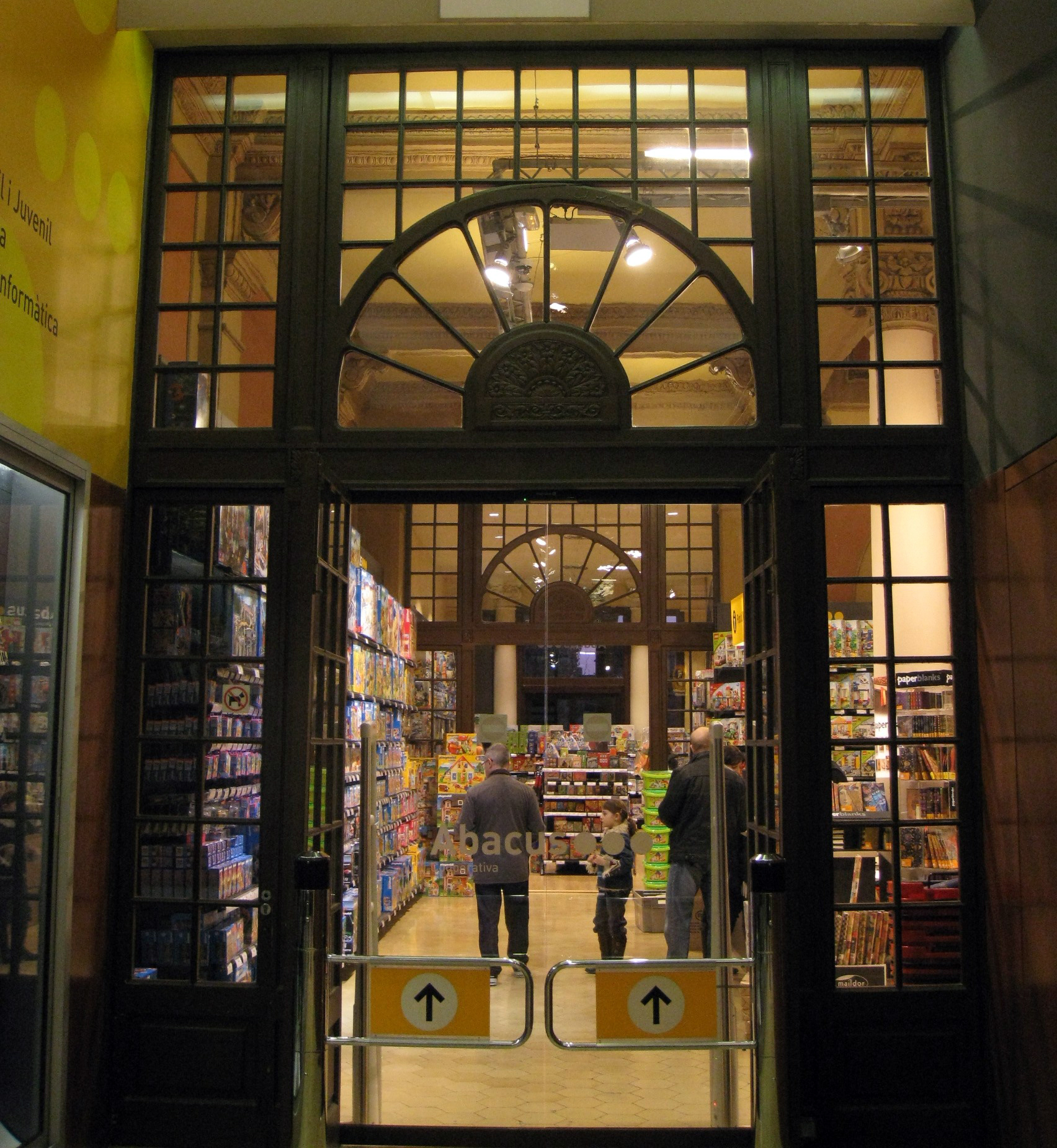
Portal d'entrada
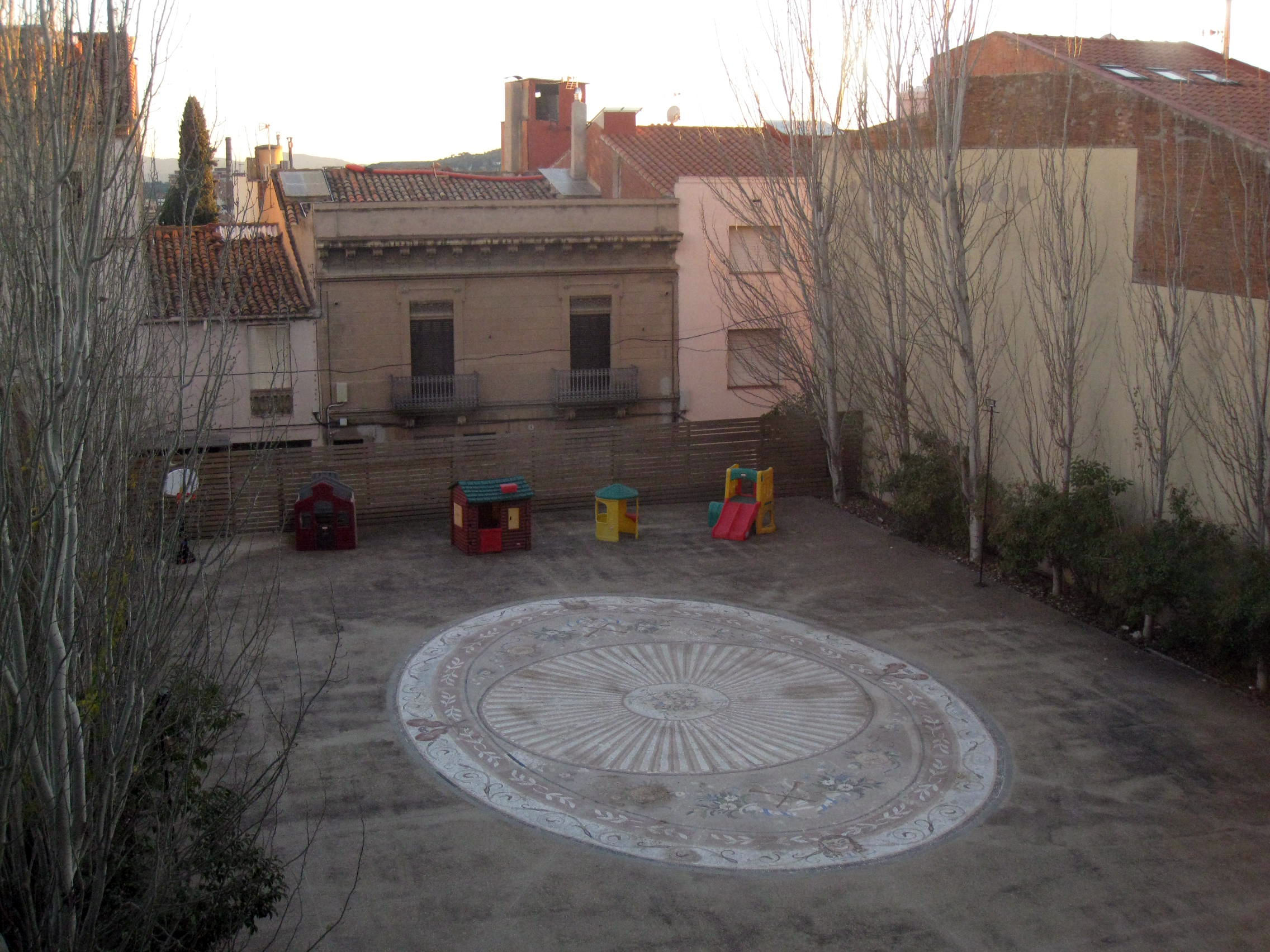
El pati, antiga pista de ball a l'aire lliure
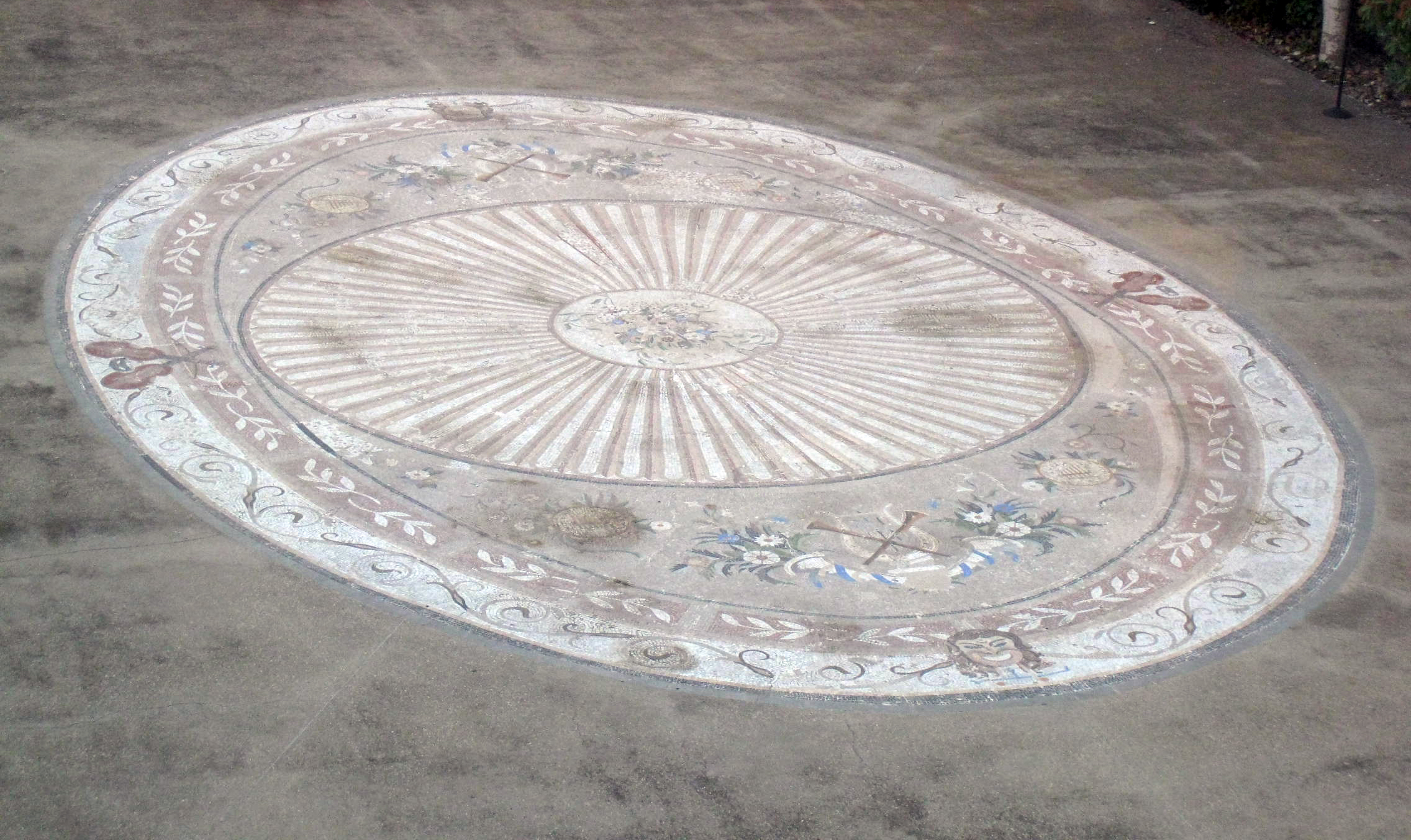
Mosaic del pati
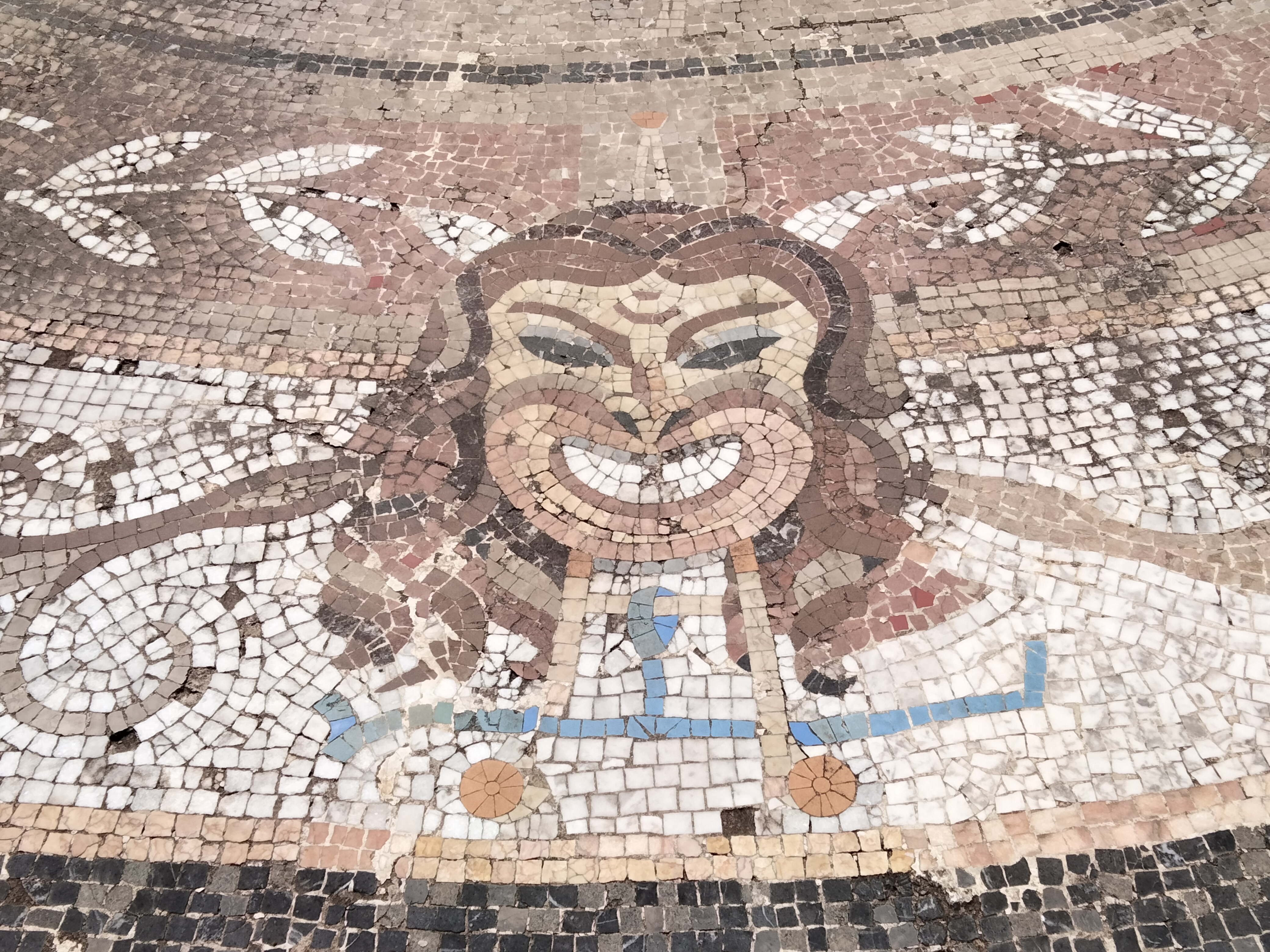
Detall del mosaic del pati
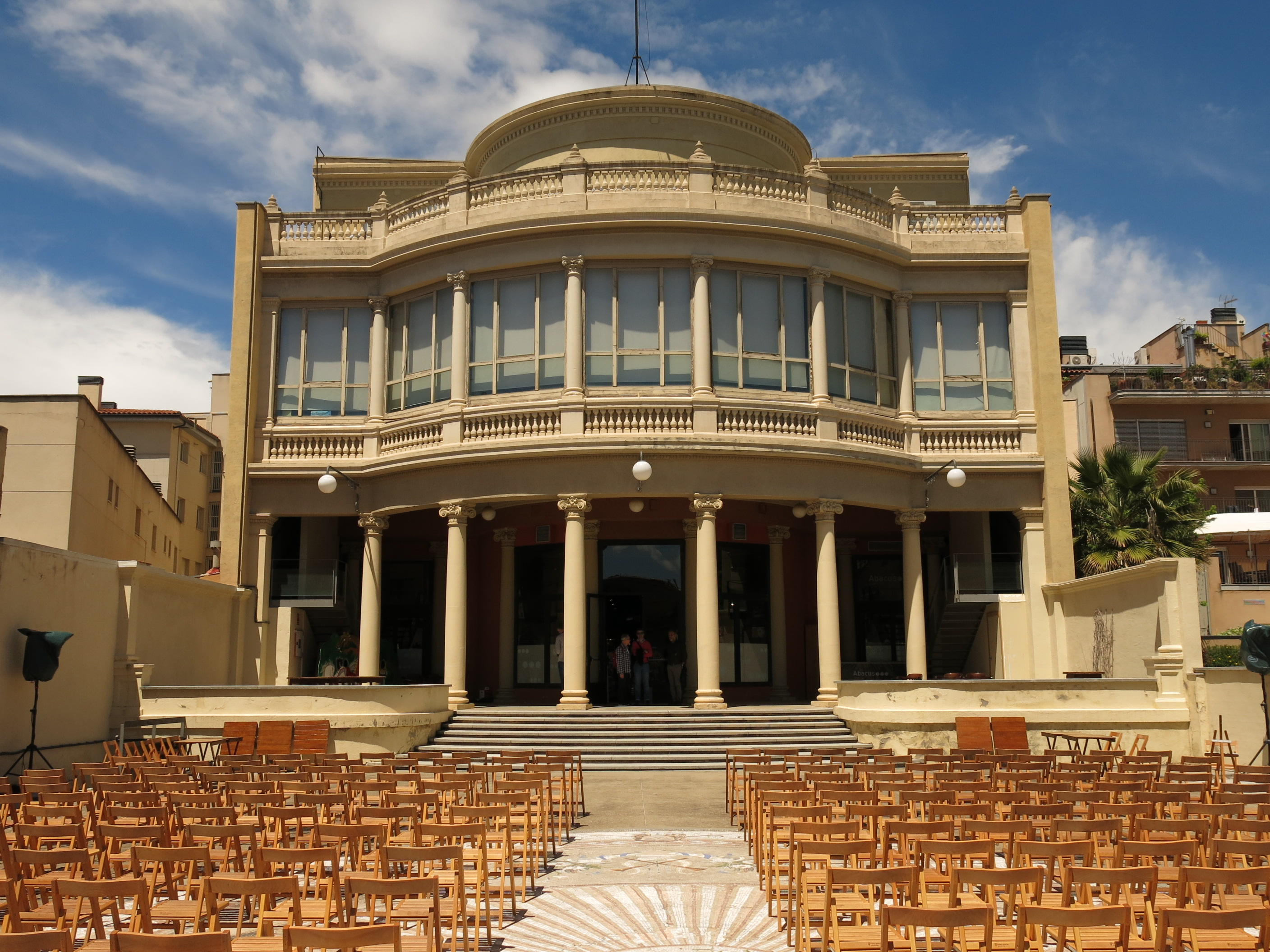
Façana que dona al pati
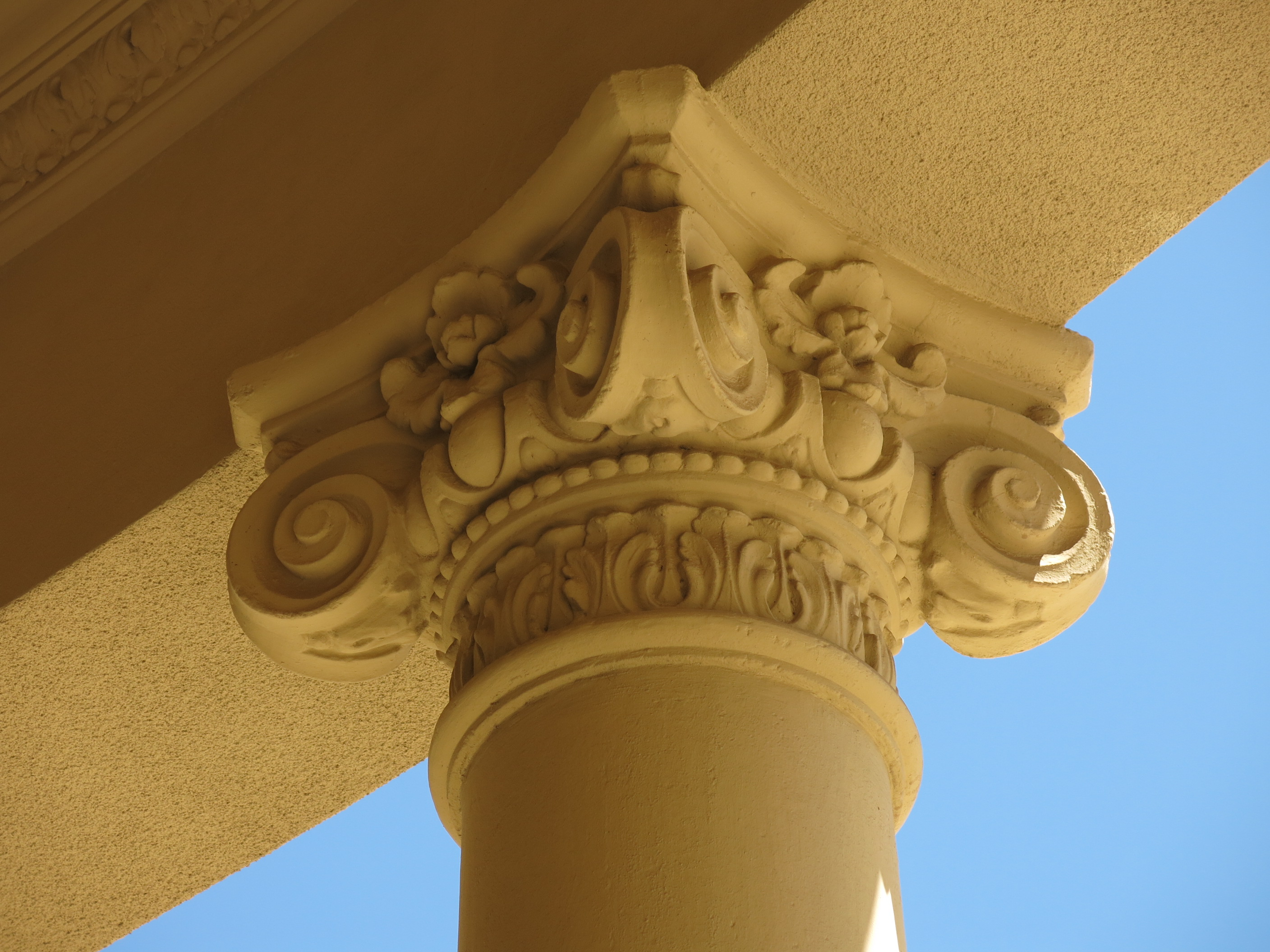
Columna del pati